# جوزف اف. گوفی
جوزف اف. گوفی (به انگلیسی: Joseph F. Guffey) سناتور سابق عضو حزب دموکرات ایالات متحده آمریکا بود. وی در سال ۱۹۳۵ تا ۱۹۴۷ میلادی سناتور ایالت پنسیلوانیا در سنای ایالات متحده آمریکا بود.